# سیکلواسپاسم
سیکلواسپاسم (انگلیسی: Cyclospasm) به معنی انقباض ماهیچه مژگانی در چشم، در محل تمرکز برای دید نزدیک و تطابق است. سیکلواسپاسم همچنین ممکن است روی شبکه ترابکولار کشش ایجاد کند، منافذ را باز کند و خروج مایع آبی را به داخل مجرای شلم تسهیل کند. افزایش خروجی زلالیه برای بیماران مبتلا به گلوکوم مطلوب است.

## علائم
علائم آن مانند نزدیک‌بینی است. برخی از شایع‌ترین علائم عبارتند از: خستگی چشم هنگام نگاه کردن به اشیای نزدیک، چشم‌درد و سردرد.

## دلایل
دلایل اولیه خستگی چشم در نتیجه فشار بیش از حد به چشم‌ها به دلیل مطالعه، تماشای تلویزیون، کامپیوتر، نور ضعیف و غیره است. برخی از دلایل دیگر عبارتند از وضعیت نامناسب، رژیم غذایی نامناسب، کمبود خواب و غیره.

## درمان
راه‌های گوناگونی برای درمان سیکلواسپاسم وجود دارد. برخی از پزشکان قطره‌های چشمی ویژه و مراقبت از بهداشت خود را توصیه می‌کنند، در حالی که ورزش‌های چشمی و رژیم غذایی سالم نیز برای بینایی خوب حیاتی هستند. هیچ درمان جراحی وجود ندارد.
اگر سیکلواسپاسم در مراحل اولیه درمان نشود، ممکن است به نزدیک‌بینی منجر شود.